# Anna Alojza Chodkiewicz
Anna Alojza Chodkiewicz (ur. 1600, zm. 27 stycznia 1654) – księżna herbu Ostrogski, żona hetmana Jana Karola Chodkiewicza.

## Życiorys
Urodziła się w 1600 w arystokratycznej rodzinie Ostrogskich. Była córką księcia Aleksandra wojewody wołyńskiego i Anny z Kostków herbu Dąbrowa. 28 listopada 1620 odbył się jej ślub z 50-letnim hetmanem wielkim litewskim Janem Karolem Chodkiewiczem. Małżeństwo trwało niespełna rok - podczas bitwy pod Chocimiem hetman ciężko zachorował i zmarł 24 września 1621. Mimo iż o jej rękę starało się wielu arystokratów polskich i litewskich, do końca życia pozostała niezamężna. Pod wpływem matki gorliwej katoliczki i jezuitów (ojca, obrońcy prawosławia, przeciwnika unii brzeskiej, nie pamiętała, zmarł, gdy miała zaledwie 3 lata), poświęciła się pracy misjonarskiej i charytatywnej. Prowadziła ascetyczny tryb życia, wiele czasu spędzała na medytacjach i modłach, często pokutowała, pościła i biczowała ciało. Zrezygnowała z uciech cielesnych, pojawiły się plotki, że związek z hetmanem był nie skonsumowany, że było to białe małżeństwo. Odnotował to m.in. Kasper Niesiecki: jako niektórych opinia świadczy, ta zacna para, sekretną przed Bogiem umowę na wspólną czystość zezwoliwszy, przystojnym małżeństwa pretekstem cnotę nienaruszonego panieństwa pokrywała.
W 1622 wybudowała w Ostrogu kościół i kolegium jezuickie, utrzymywała tam też konwikt dla ubogiej młodzieży szlacheckiej. Fundowała także budowę szpitali i przytulisk dla biednych. 

Po śmierci matki w 1635 stała się dziedziczką ogromnego majątku, należało do niej 16 miast, 153 wsie oraz 1/3 miasta Jarosław. Dobra jarosławskie przypadły siostrze Katarzynie, siostrzeńcom Aleksandrowi Michałowi i Konstantemu oraz księżniczce Annie Alojzie. Faktyczną opiekę nad miastem sprawowała hetmanowa. Była fundatorką wielu kościołów, klasztorów i szkół katolickich, które budowano na terenach jej majątków ziemskich. Było to przyczyną niezadowolenia wśród zamieszkałej tam ludności, w większości wyznania prawosławnego. Tym bardziej, że często darowizny na rzecz jezuitów i kościoła katolickiego były przedtem w posiadaniu prawosławnych i bywały im siłą odbierane. Oddanie jezuitom wybudowanego przez jej dziada Konstantego Wasyla szpitala dla dyzunitów oraz przeniesienie z cerkwi prawosławnej i pochowanie w cerkwi unickiej szczątków jej ojca Aleksandra, spowodowało otwarty konflikt z jej poddanymi, w Ostrogu doszło do starć zbrojnych ze służbą Ostrogskiej. Sytuację opanowano dopiero po wkroczeniu wojsk księcia Dominika Zasławskiego ordynata ostrogskiego. Wielu uczestników zamieszek skazanych na śmierć uwolniła osobista interwencja księżnej, jednak decyzją sądu szlacheckiego obligatoryjnie wprowadzono w dobrach ostrogskich kościół unicki.

 W 1648 podczas powstania Chmielnickiego uchodząc przed kozakami opuściła Ostróg, zabierając ze sobą szczątki męża udała się wpierw do Krakowa, a potem do Wielkopolski, zatrzymała się tam w majątku ziemskim Racot należącym do Wolffowej, której pierwszym mężem był kuzyn księżnej Stanisław Kostka. Opuszczony Ostróg został przez kozaków spalony a ludność wymordowana. Po zawarciu ugody zborowskiej łożyła fundusze na odbudowę i uposażenie zburzonego ostrogskiego kolegium jezuickiego. W sporządzonym w 1653 testamencie zapisała wiele datków na klasztory i kolegia jezuickie. Swoje klejnoty i kosztowności przekazała na uposażenie kościoła jezuickiego w Ostrogu.
Zmarła 27 stycznia 1654 w Racocie. Zwłoki księżnej zostały przewiezione do Krakowa, została pochowana tymczasowo w nowicjackim jezuickim kościele św. Macieja.
Wojny w które uwikłana była w tym czasie Rzeczpospolita uniemożliwiały uroczysty pogrzeb. Po śmierci księżna kreowana była przez jezuitów i kler katolicki jako wzór do naśladowania, osobę niemal świętą. Na jej cześć powstały utwory pochwalne, panegiryki np:
ks. jezuita Andrzej Kanon napisał Flores Sepulchrales 1654 czy Grantiae Parentales napisany przez ostrogskich jezuitów. Pojawiały się informacje donoszące o rzekomych cudach powstających za jej sprawą. Jezuici nie zapomnieli o swej protektorce w 1722 sprowadzili szczątki Anny Alojzy i jej męża hetmana Jana Chodkiewicza do Ostroga, 12 października 1722 odbył się uroczysty pogrzeb, małżonkowie spoczęli w nowym kościele jezuickim pw. Matki Boskiej.

## Tytuły od narodzin do śmierci
- 1600–1654: księżniczka Anna Alojza
- 1600–1620: wojewodzianka wołyńska Anna Alojza Ostrogska
- 1620–1654: hetmanowa wielka litewska Anna Alojza Chodkiewicz